# Most na Hrotovické ulici
Most na Hrotovické ulici (případně také most u nemocnice) je most na Hrotovické ulici v Třebíči, překlenuje železniční trať z Jihlavy do Brna a průtah městem.

## Historie
Most byl postaven v roce 1995 z patnácti prefabrikovaných nosníků KA-73.

## Rekonstrukce v roce 2019
Most u Nemocnice Třebíč, který přemosťuje Sportovní ulici, železniční trať z Jihlavy do Brna a účelovou komunikaci do První brněnské strojírny, byl na počátku roku 2019 shledán nebezpečným a dle statiků byl v havarijním stavu. Nosníky mostu poškodilo zatékání vody do vnitřní konstrukce nosníků, což je typická vada tohoto druhu nosníků. Nosníky jsou vybaveny odtokovými otvory, které však byly z větší části zabetonovány, což způsobuje zadržování vody a degradaci betonu i nosníků. Majitelem mostu je Kraj Vysočina, projektanti jako jediné možné řešení navrhli rozebrání mostu, stavba měla začít již v roce 2019. Bylo rozhodnuto o snížení počtu jízdních pruhů ze tří na dva. Bylo také sníženo povolené zatížení na 13 tun, následně však bylo po snížení počtu pruhů navýšeno na 19 tun. Dne 7. února 2019 bylo rozhodnuto, že oprava mostu by měla začít uzavírkou 13. května téhož roku. Práce na mostě začaly až po dokončení opravy další etapy opravy silnice mezi Třebíčí a Stříteží. Most nebyl postaven celý znovu, byla snesena mostovka, pilíře zůstaly stejné a na ně byla postavena nová mostní konstrukce. Celková cena rekonstrukce měla dosáhnout 30–40 milionů Kč, dle jiných zdrojů by cena měla dosáhnout 100 milionů Kč, kdy zhruba polovinu měl zaplatit kraj, druhou polovinu Ředitelství silnic a dálnic.
Most by při přestavbě měl omezit i dopravu na železniční trati, omezení měla zřejmě trvat 2 měsíce. Silnice byla uzavřena v květnu roku 2019 a byly zahájeny práce na mostě, související ulice Březinova byla uvolněna jen pro dopravní obsluhu, kdy ji využívala i záchranná služba, dopravní omezení trvalo do konce října. Demolice mostu začala 13. června, byla spojena s překrytím kolejového svršku a přerušením provozu železniční dopravy mezi 3. a 16. červnem 2019. Od července do října vlaky jedoucí pod stavbou mostu jezdily omezenou rychlostí, také byly stanoveny noční víkendové výluky, kdy probíhaly práce na tělese mostu nad železniční tratí. V červenci téhož roku byla demontována původní protihluková zeď. V září roku 2019 bylo oznámeno, že rekonstrukce se stihne v termínu, a práce se dokončovaly a zdárně pokračovaly. Dne 31. října byly dokončeny práce na mostě a most byl otevřen. Další části mostu se rekonstruovat prozatím nebudou. Na dostavbu mostu bylo navázáno spuštění nových semaforů na křížení Spojovací a Hrotovické ulice.

## Dozvuky
V rámci rekonstrukce byly změněny trasy linek MHD.
V souvislosti s přestavbou mostu bylo zmíněno, že v Třebíči chybí další silnice směrem na jih, kdy na Hrotovické a Znojemské ulici projíždělo cca 25 tisíc aut denně, v době uzavírky tento počet projíždí pouze jednou ulicí – Znojemskou. A to způsobuje velké kolony. Město doporučilo řidičům pěší chůzi a prosilo o trpělivost.
V listopadu 2019 se začaly objevovat informace, že to, že na místě zůstala stavební technika znamená, že by měla být v roce 2020 opravena i část mostu nad Sportovní ulicí. To bylo vyvráceno starostou města s tím, že stupeň poškození mostu je 4/7, tj. je bezpečný. V říjnu roku 2020 dojde k pravidelné kontrole stavu mostu. Pokud se změní stupeň poškození na 5/7, tak bude zahájena příprava projektu.